# Cost mitjà ponderat del capital
El cost mitjà ponderat del capital (en anglès weighted average cost of capital o WACC) és la taxa que s'espera que una empresa pagui de mitjana a tots els seus titulars de valors per finançar els seus actius. El WACC s'anomena habitualment el cost del capital de l'empresa. És important destacar que el dicta el mercat extern i no la direcció. El WACC representa el rendiment mínim que una empresa ha de guanyar sobre una base d'actius existents per satisfer els seus creditors, propietaris i altres proveïdors de capital, o invertiran en un altre lloc.
Les empreses recapten diners de diverses fonts: accions ordinaries, accions preferents i drets relacionats, deute directe, deute convertible, deute intercanviable, opcions d'accions dels empleats, passius de pensions, opcions d'accions per a executius, subvencions governamentals, etc. S'espera que diferents valors, que representen diferents fonts de finançament, generin rendiments diferents. El WACC es calcula tenint en compte els pesos relatius de cada component de l'estructura de capital. Com més complexa sigui l'estructura de capital de l'empresa, més laboriós és calcular el WACC.
Les empreses poden utilitzar WACC per veure si els projectes d'inversió de què disposen val la pena emprendre.

## Càlcul
En general, el WACC es pot calcular amb la fórmula següent:
{\displaystyle {\text{WACC}}={\frac {\sum _{i=1}^{N}r_{i}\cdot MV_{i}}{\sum _{i=1}^{N}MV_{i}}}}
on {\displaystyle N} és el nombre de fonts de capital (valors, tipus de passius); {\displaystyle r_{i}} és la taxa de rendibilitat requerida per a la seguretat {\displaystyle i} ; i {\displaystyle MV_{i}} és el valor de mercat de tots els valors en circulació {\displaystyle i}.
En el cas que l'empresa es finança només amb capital i deute, el cost mitjà del capital es calcula de la següent manera:
{\displaystyle {\text{WACC}}={\frac {D}{D+E}}K_{d}+{\frac {E}{D+E}}K_{e}}
on {\displaystyle D} és el deute total, {\displaystyle E} és el capital total de l'accionista, {\displaystyle K_{d}} és el cost del deute, i {\displaystyle K_{e}} és el cost de l'equitat. Els valors de mercat del deute i el capital s'han d'utilitzar per calcular les ponderacions de la fórmula WACC.

### Efectes fiscals
En aquesta fórmula es poden incorporar efectes fiscals. Per exemple, el WACC d'una empresa finançada per un tipus d'accions amb el valor total de mercat de {\displaystyle MV_{e}} i el cost del capital {\displaystyle R_{e}} i un tipus de bons amb el valor total de mercat de {\displaystyle MV_{d}} i el cost del deute {\displaystyle R_{d}}, en un país amb tipus impositiu de societats {\displaystyle t}, es calcula com:
{\displaystyle {\text{WACC}}={\frac {MV_{e}}{MV_{d}+MV_{e}}}\cdot R_{e}+{\frac {MV_{d}}{MV_{d}+MV_{e}}}\cdot R_{d}\cdot (1-t)}
Aquest càlcul pot experimentar una variació significativa a causa de la disponibilitat de diverses opcions plausibles per a cada element. Per consegüent, pot semblar justificable considerar una ampla gamma de valors per a la taxa de cost de capital ponderada (WACC) d'una empresa específica en un any determinat.

## Components

### Deute
El component del deute de l'empresa s'indica com a k d i com que hi ha un benefici fiscal dels pagaments d'interessos, el component WACC després d'impostos és k d (1-T); on T és el tipus impositiu.
Incrementar la proporció de finançament a través de deute dins del WACC presenta avantatges que comprenen la conservació del control (drets de vot) que altres fonts podrien diluir, establiment d'un límit superior a la part de beneficis, costos de finançament generalment més baixos que l'obtenció de capital, i la deducció d'impostos de les despeses d'interessos. Tot i això, també existeixen desavantatges associats al component de deute, com ara l'obligació legal d'efectuar pagaments fins i tot si els recursos són limitats, en cas dels bons, el venciment del valor nominal total en una sola instància, i l'assumpció de més deute, la qual cosa implica una major exposició al risc financer (risc més sistemàtic) que requereix fluxos de caixa més elevats.
Equació del cost mitjà ponderat del capital: WACC= (W d )[(K d )(1-t)]+ (W pf )(K pf )+ (W ce )(K ce )
El cost del capital nou ha de ser el cost ajustat de qualsevol comissió de subscripció denominada costos de cotització (F): K e = D 1 /P 0 (1-F) + g; on F = costos de cotització, D 1 són dividends, P 0 és el preu de les accions i g és la taxa de creixement.
Hi ha 3 maneres de calcular K e :
1. Model de preus d'actius de capital
2. Mètode de descompte de dividends
3. Enfocament de la rendibilitat dels bons més la prima de risc

El component de renda variable té avantatges per a l'empresa, com ara: cap obligació legal de pagar (depèn de la classe d'accions) a diferència del deute, sense venciment (a diferència, per exemple, dels bons), menor risc financer i podria ser més barat que el deute amb bones perspectives de rendibilitat. Però també hi ha desavantatges que inclouen: el nou capital dilueix la quota de propietat actual dels beneficis i els drets de vot (afecta el control), el cost de subscripció del capital és molt més alt que el del deute, massa capital = objectiu per a una compra apalancada per una altra empresa, i no Escut fiscal, els dividends no són deduïbles fiscalment i poden presentar doble imposició.

## Cost marginal del programa de capital
El calendari del cost marginal del capital (MCC ) o una corba d'oportunitat d'inversió és un gràfic que relaciona el cost ponderat de l'empresa de cada unitat de capital amb la quantitat total de nou capital recaptat. El primer pas per preparar el calendari de l'MCC és classificar els projectes mitjançant la taxa interna de rendibilitat (IRR). Com més gran sigui la TIR, millor serà el projecte.